# Giulio Andreotti

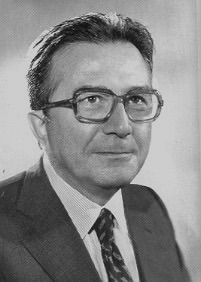
Giulio Andreotti

Giulio Andreotti (14. leden 1919, Řím – 6. květen 2013, Řím) byl italský křesťansko-demokratický politik, od roku 1991 doživotní senátor, italský předseda vlády v letech 1972–1973, 1976–1979 a 1987–1991, ministr zahraničních věcí v období 1983-1985 a ministr vnitra v letech 1954 a 1978. Za svou politickou kariéru, kterou začal v roce 1946, vedl celkem sedm vlád.
Občas byl přezdíván Divo Giulio (Božský) nebo Belzebù (Belzebub), a to kvůli svému údajnému napojení na mafii.

## Biografie

### Mládí a počátky v politice (1919–1946)
Narodil se v Římě, kde také studoval práva. V téže době byl členem Federace italských katolických univerzit, což byla jediná samosprávná univerzitní organizace povolena fašistickým režimem. V roce 1939 vedl jejich časopis Azione Fucina. V letech 1942 až 1944 byl předsedou této organizace.
Během druhé světové války psal pro fašistický tisk Rivista del Lavoro, ale také pro odbojový Il Popolo. Po konci války vstoupil do strany Křesťanská demokracie (DC), kde vedl mládežnickou organizaci.
Roku 1946 byl díky podpoře Alcida de Gasperiho zvolen do prozatímního parlamentu a o dva roky později do Poslanecké sněmovny Parlamentu Itálie.

### Ve vládě (1947–1971)
Do struktur italské vlády se dostal poprvé v roce 1947, kdy se stal podtajemníkem předsedy italské vlády; tuto funkci vykonával do ledna 1954. Od ledna do února 1954 byl ve vládě Amintora Fanfaniho ministrem vnitra. V téže době založil neoficiální politickou skupinu mimo DC. Ta byla podporována pravicovým křídlem Římskokatolické církve. Skrze tuto skupinu například obvinil politika Piera Piccioniho z vraždy modelky Wilmy Montesi. Postupně také politicky odstranil své odpůrce v Národním výboru DC, jehož byl vlivným členem.
Roku 1958 byl jmenován předsedou přípravného výboru pro letní olympijské hry 1960 konané v Římě. V období let 1959 až 1966 byl ministrem obrany. Za jeho vedení propukl skandál s tajnou službou tehdy zvanou SIFAR. Ten spočíval v odhalení vládního archivu s citlivými údaji o mocných osobnostech Itálie včetně papeže. Také byl odhalen plán neofašistického převratu Piano Solo, který plánoval Giovanni De Lorenzo, šéf SIFARu. Andreotti byl jako ministr pověřen zničením archivu. Spekuluje se, že složky byly před zničením zkopírovány a svěřeny Liciovi Gellimu, velmistrovi tajné římské zednářské lóže P2 (Propaganda Due), která byla zapletena do mnoha politických skandálů z 80. let 20. století.
V roce 1968 byl jmenován předsedou parlamentního klubu DC; tuto funkci vykonával do roku 1972.

### Premiérem (1972–1980)

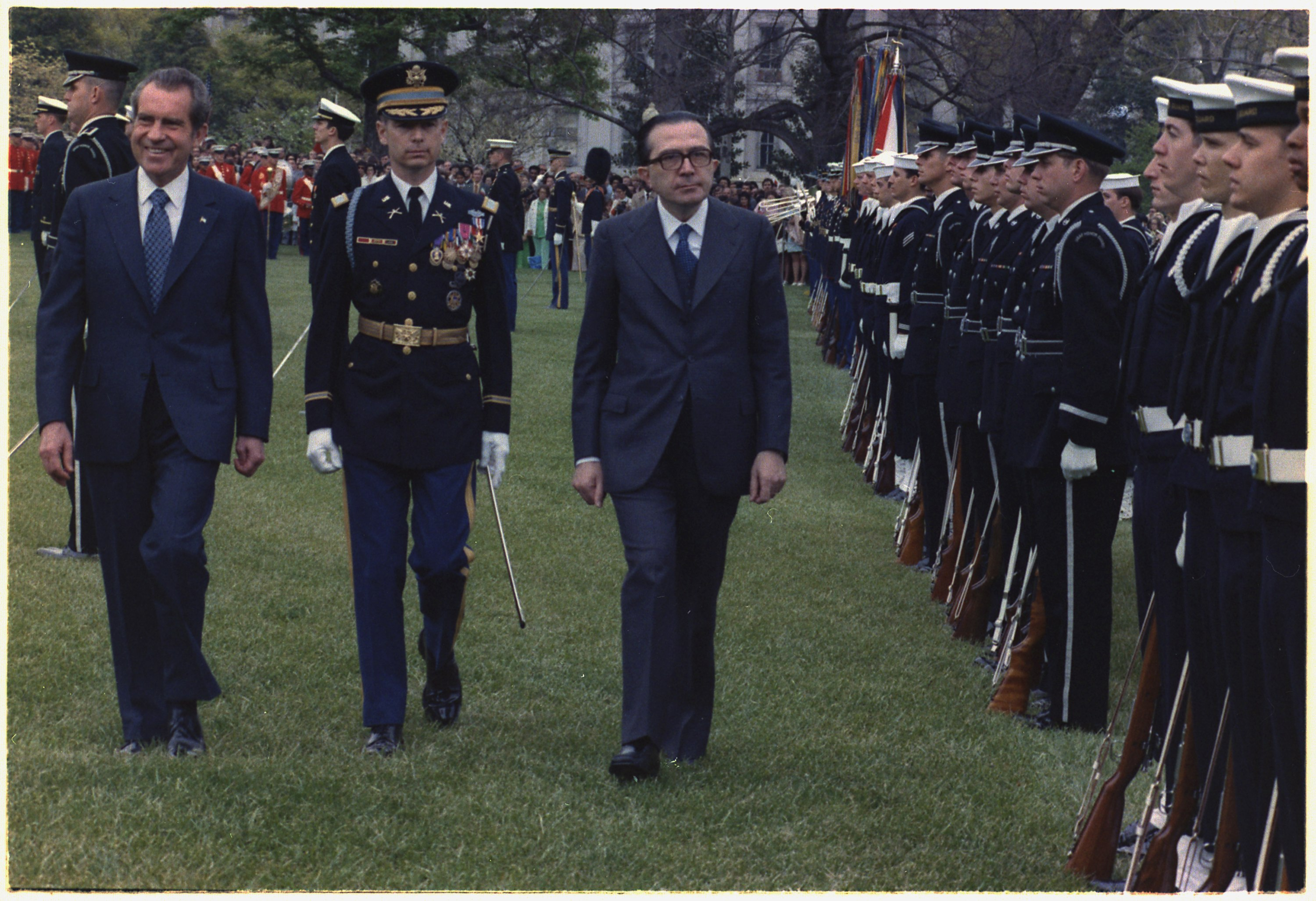
Richard Nixon a Andreotti (1973).

V letech 1972 až 1973 byl dvakrát premiérem Itálie. V roce 1974 byl znovu ministrem obrany. V téže době řekl médiím, že stát poskytoval krytí krajně pravicovému aktivistovi Guidu Giannettinimu, který byl zapleten do teroristického útoku u fontány Piazza. Spojitost se neprokázala.
Roku 1977 ve volbách značně posílili italští komunisté (PCI), DC proto s nimi a s italskými socialisty (PSI) podepsala dohodu, kdy díky jejich podpoře DC sestavila vládu pod Andreottiho vedením. Tato dohoda byla nazvána „historický kompromis“. Vláda padla o rok později. Novou vládu měl opět sestavit Andreotti s aktivní účastí PSI i PCI. 16. března 1978 byl však vlivný člen DC a strůjce „historického kompromisu“ Aldo Moro unesen komunistickou teroristickou organizací Rudé brigády. Tato událost přinesla nové Andreottiho vládě „solidární“ (pasivní) podporu i komunistické strany PCI. Andreottiho postoj k únosu byl kontroverzní. Jako premiér odmítl jakékoli vyjednávání s teroristy. Moro navíc během věznění napsal velmi nepřátelský dopis o Andreottim. V květnu 1978 byl Moro teroristy popraven. Andreotti i nadále vedl tzv. vládu národní solidarity, která se rozpadla až v červnu 1979.

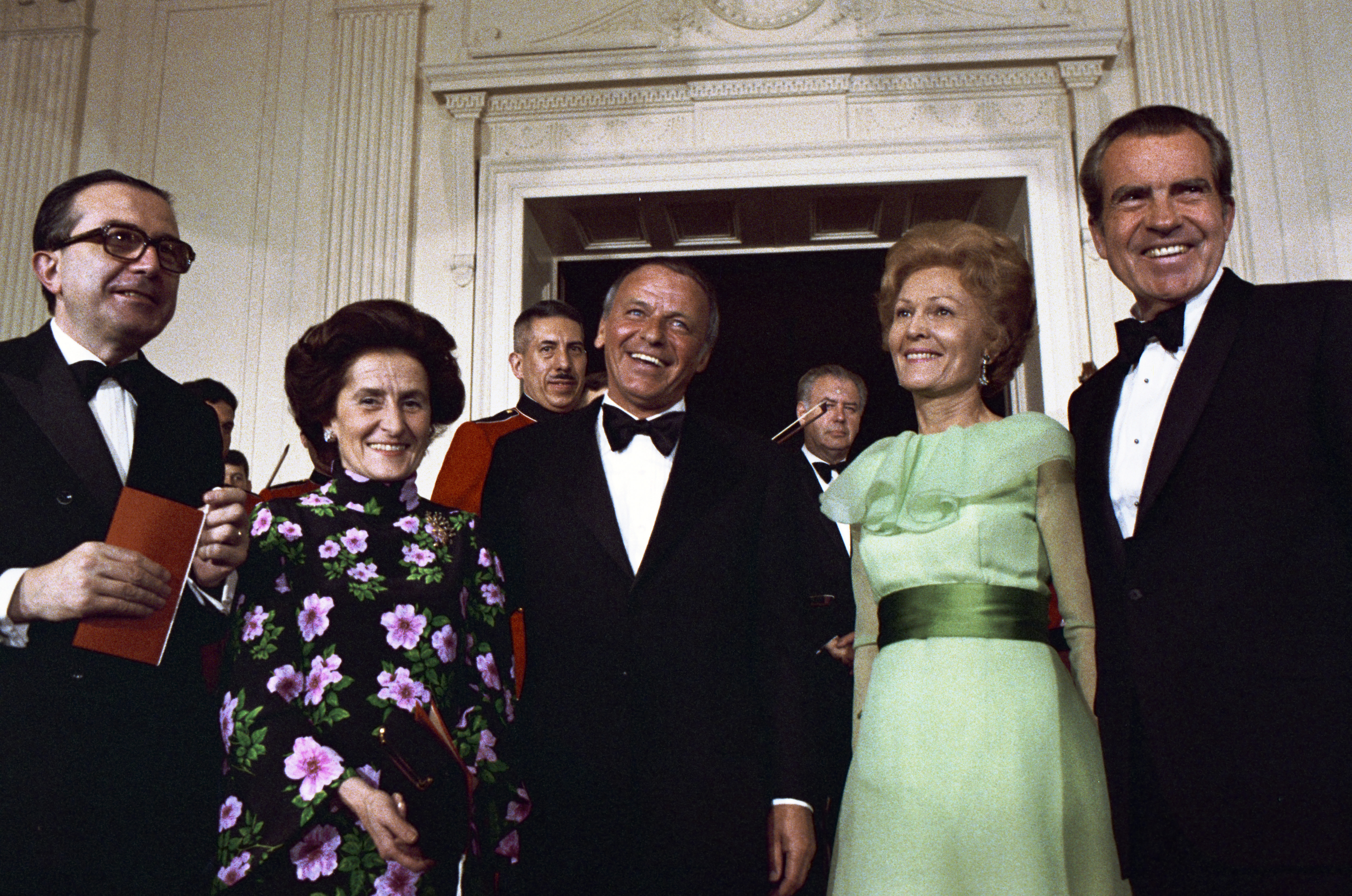
Andreotti, Sinatra a Nixon (1973).

### Ministrem zahraničních věcí (1980–1987)
V roce 1983 se stal ministrem zahraničních věcí ve vládě socialistického premiéra Bettina Craxiho. Tuto funkci vykonával až do roku 1989. Během svého působení podporoval smíření USA a SSSR a také se zaměřoval na spolupráci s arabskými státy.
V dubnu 1986 prozradil libyjskému ministru zahraničí Abdelu Rahmánu Šalghámovi, že se USA chystají bombardovat Libyi jako odvetu za teroristický útok na diskotéce v Berlíně. Díky tomu byla Libye lépe připravena. Důvody tohoto počínání nebyly odhaleny.

### Znovu premiérem a doživotním senátorem (1988–1992)
Roku 1988 se premiérem Itálie stal Ciriaco de Mita. Andreotti s ním nesouhlasil, a proto vytvořil tzv. trojúhelník CAF (tvořem Craxim, Andreottim a Arnaldem Forlanim), který měl De Mitu zničit. I díky jejich počínání de Mitova vláda padla již následujícího roku. Novou vládu sestavil Andreotti. Jeho vláda se však brzy rozpadla poté, co socialističtí ministři podali demise po přijetí zákona posilujícího monopol Silvia Berlusconiho ve vysílání soukromých televizí.
Poslední léta jeho vlády poznamenalo odhalení existence buněk Gladio a počátek tzv. Tangentopoli, tedy odhalování sítě italské politické korupce včetně napojení politiků na mafii. Roku 1992 podal demisi. Téhož roku byl jmenován doživotním senátorem.
Andreotti se pokoušel také kandidovat na prezidenta, jeho kandidaturu však poznamenala vražda jeho blízkého spolupracovníka politika Salvatora Limy a italského prokurátora Giovanni Falconeho, které provedla mafie. Volby vyhrál Oscar Luigi Scalfaro.

### Před soudem a konec kariéry (1993–2013)
V dubnu 1993 začal být vyšetřován policií pro podezření z napojení na mafii. Především byl vyšetřován v případu vraždy Carmina Pecorelliho, novináře, který napsal, že Andreotti byl zapleten s mafií a s únosci Alda Mora. V roce 1999 byl zproštěn obvinění, ale roku 2002 byl po odvolání obžaloby odsouzen k dvaceti čtyřem rokům odnětí svobody. I on se ale odvolal. Roku 2003 ho odvolací soud zprostil obvinění. Palermský soud ho kvůli promlčení zprostil obvinění z napojení na mafii, ačkoliv shledal, že toto obvinění bylo oprávněné.
Roku 1994 DC kvůli ztrátě voličstva ukončila svou činnost. Andreotti vstoupil do nové křesťansko-demokratické Italské lidové strany (PPI). Z té vystoupil roku 2001. Roku 2006 chtěl předsedat Senátu, ale těsně prohrál. Získal 12 čestných titulů. Zemřel 6. května 2013 v Římě. Po zbytek svých dnů požíval doživotní imunity.

## Vyznamenání
| Stát                     | Stuha | Název                                                           | Datum udělení   |
| ------------------------ | ----- | --------------------------------------------------------------- | --------------- |
| Dánsko                   |       | Rytíř velkokříže Řádu Dannebrog                                 | 20. dubna 1964  |
| Island                   |       | Rytíř velkokříže Řádu islandského sokola                        |                 |
| Německo                  |       | Velkokříž Záslužného řádu Spolkové republiky Německo            | 1957            |
| Portugalsko              |       | Velkokříž Řádu za zásluhy                                       | 31. října 1987  |
| Portugalsko              |       | Velkokříž Řádu prince Jindřicha                                 | 29. června 1990 |
| Portugalsko              |       | Velkokříž Řádu Kristova                                         | 12. září 1990   |
| Španělsko                |       | Rytíř velkokříže Řádu Isabely Katolické                         | 1985            |
|                          |       |                                                                 |                 |
| Království obojí Sicílie |       | Rytíř velkokříže za zásluhyKonstantinova řádu svatého Jiří      |                 |
|                          |       | Rytíř velkého kříže Rytířského řádu Božího hrobu jeruzalémského |                 |

## Zajímavosti
- V Itálii ho jeho odpůrci přezdívají Belzebù (Belzebub) či Princ temnot, Černý papež nebo Hrbáč.
- Filmová postava zkorumpovaného politika – Don Licio Lucchesi – z filmu Kmotr 3, je inspirována jeho osobou.
- Režisér Paolo Sorrentino o něm roku 2008 natočil film s názvem Il Divo (Božský), který vyhrál cenu poroty na filmovém festivalu v Cannes.